# 768 TCN
768 TCN là một năm trong lịch La Mã.